# Don l'Orignal
Don l'Orignal est le troisième roman de la femme de lettres canadienne Antonine Maillet. Publié en 1972, ce roman est rabelaisien par sa forme et épique par son style. Ce roman introduit l'Île-aux-Puces dans l'œuvre d'Antonine Maillet. 

## Résumé
Lorsqu'une guerre éclate entre les habitants de la terre ferme et les Puçois, les deux parties se rallient autour de leur identité, de leur fierté et de leur enracinement. Seuls ceux qui sont disposés au renversement et au bouleversement gagnent.

## Prix
Antonine Maillet obtient le prix du Gouverneur général en 1972 pour ce roman.